# Guanidin
A guanidin egy CH5N3 összegképletű szerves vegyület, a karbamid imidjének tekinthető. Színtelen, kristályos, higroszkópos vegyület, olvadáspontja körülbelül 50 °C. Erős egyértékű szerves bázis. Neve onnan ered, hogy először a perui guanóban lévő guaninból sikerült előállítani oxidatív lebontással.

## Előállítása
A guanidin szintetikusan a kalcium-ciánamidból kénsavval előállítható ciánamidoldat ammóniumsókkal történő hevítésével állítható elő, 150 °C körüli hőmérsékleten, zárt térben, nyomás alatt. Ekkor a guanidin megfelelő sója keletkezik, például ammónium-nitráttal való hevítés esetén a guanidin salétromsavval alkotott sója, guanidin-nitrát képződik.

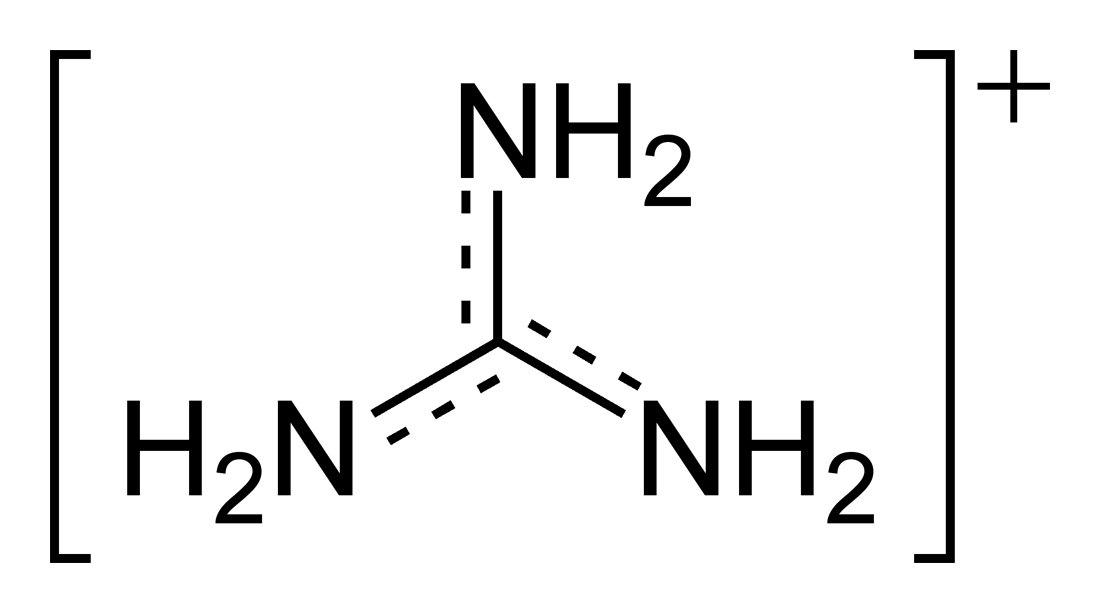
A guanidínium kation szerkezete

{\displaystyle \mathrm {H_{2}N{-}C{\equiv }N+NH_{4}NO_{3}\rightarrow (H_{2}N)_{2}C{=}NH_{2}^{+}\ NO_{3}^{-}} }

## Tulajdonságai
A guanidin jól oldódik vízben és alkoholban. Hajlamos hidrogénkötések képzésére. Nagyobb koncentrációban kicsapja, denaturálja a fehérjéket. Erős bázis, ez a tulajdonsága a guanidínium-kation szerkezetével magyarázható. Ha a guanidin protont vesz fel, belőle szimmetrikus (sík háromszög alakú) kation keletkezik, benne a szénatom és a három nitrogénatom egy síkban található. A három C-N kötéshossz egyenlő (118 pm) és rövidebb, mint a szén-nitrogén kétszeres kötés (127 pm) hossza. A guanidin reakcióképes vegyület.

## Előfordulása, jelentősége

L-arginin
Kreatin
Kreatin-foszfát
Kreatinin
Sztreptomicin

A guanidinből levezethető guanidino-csoport számos biológiailag fontos vegyületben előfordul. Ilyen például az arginin, a fehérjeeredetű aminosavak egyike. Szintén guanidinszármazék a kreatin. A kreatin foszfátja, a kreatin-foszfát nagy energiájú N-P kötést tartalmaz. A magasabb rendű élőlények energiagazdálkodásában fontos szerepe van. A kreatin és a kreatin-foszfát a gerincesek izmaiban és agyában fordul elő. A kreatin származéka a kreatinin, ami egy gyűrűs vegyület, a kreatinból keletkezik vízelvonással. Az emlősök vizeletének alkotórésze. Guanidinocsoportok fordulnak elő a sztreptomicinben is, ami egy antibiotikum. A sztreptomicinben di-guanidino-tetrahidroxi-ciklohexán kapcsolódik egy cukorszármazékhoz, a sztreptobiózaminhoz glikozidos kötésben.

## Felhasználása
A guanidint heterociklusos vegyületek szintézisére használják. A bőripar is használja stabilizátornak.